# In medias res
In medias res (Latijn: in (het) midden (van de) zaken) is een relatieve tijdsaanduiding, die vooral veel gebruikt wordt in verhaalanalyses. Hierbij dient de term om aan te geven dat een verhaal niet bij het begin (ab ovo) of het einde (post rem) begint, maar ergens in het midden. Een expositie wordt niet gegeven.
Men arriveert bijvoorbeeld in een situatie die al enige tijd bezig is. In een film of boek kan het een stijlfiguur zijn (de film of het boek begint "in medias res") waarbij de kijker of lezer bewust informatie wordt onthouden. Vervolgens worden de verhaallijnen en conflicten tussen personages veelal door middel van flashbacks uiteengezet.
Het wordt ook gebruikt om aan te geven dat iemand verlaat, onwetend of onkundig arriveert.
Redenen waarom het slim kan zijn om een verhaal in medias res te beginnen:
- Het maakt lezers / kijkers nieuwsgierig.
- Er is direct een vraag die om een antwoord roept.
- Het zorgt voor spanning.

## Letterkunde
"In medias res" is een Latijnse uitdrukking die door de Romeinse dichter Horatius werd geïntroduceerd in zijn Ars poetica. In de klassieke letterkunde en in epische poëzie zoals Paradise Lost van John Milton, is in medias res de stijlfiguur bij uitstek.

## Film
Een film noir begint vaak in medias res: in de openingsscène ziet men bijvoorbeeld een moord gebeuren (Crossfire), of iemand die op de vlucht slaat (Dead Reckoning), en vervolgens wordt het verhaal in flashbacks verteld. De techniek wordt nog steeds gebruikt in moderne thrillers als The Usual Suspects (1995), Kill Bill Volume 2 (2004), actiethrillers zoals Firestarter (1984), en heel wat James Bond films. Ook veel oorlogsfilms, zoals The Thin Red Line (1998), beginnen in medias res, met de protagonisten al midden in de strijd zonder dat er een aanloop is naar deze gebeurtenissen.

## Externe literatuur
- Lemma In medias res in het Algemeen Letterkundig Lexicon,  G.J. van Bork, D. Delabastita, H. van Gorp, P.J. Verkruijsse en G.J. Vis, 2012, geraadpleegd op 2 juni 2021.